# Gladiolus debilis
Gladiolus debilis är en irisväxtart som beskrevs av Ker Gawl. Gladiolus debilis ingår i släktet sabelliljor, och familjen irisväxter. Inga underarter finns listade i Catalogue of Life.

## Bildgalleri

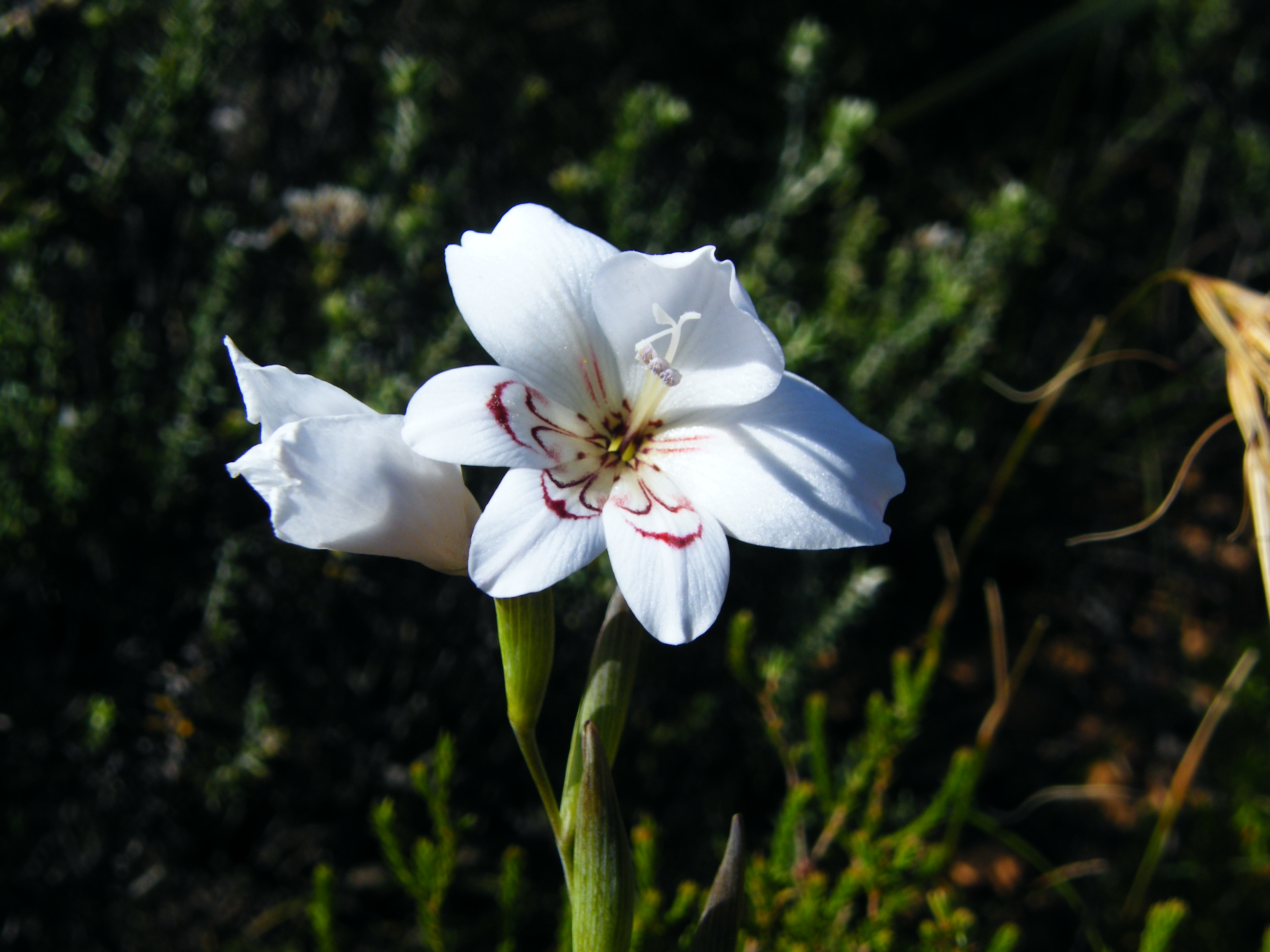
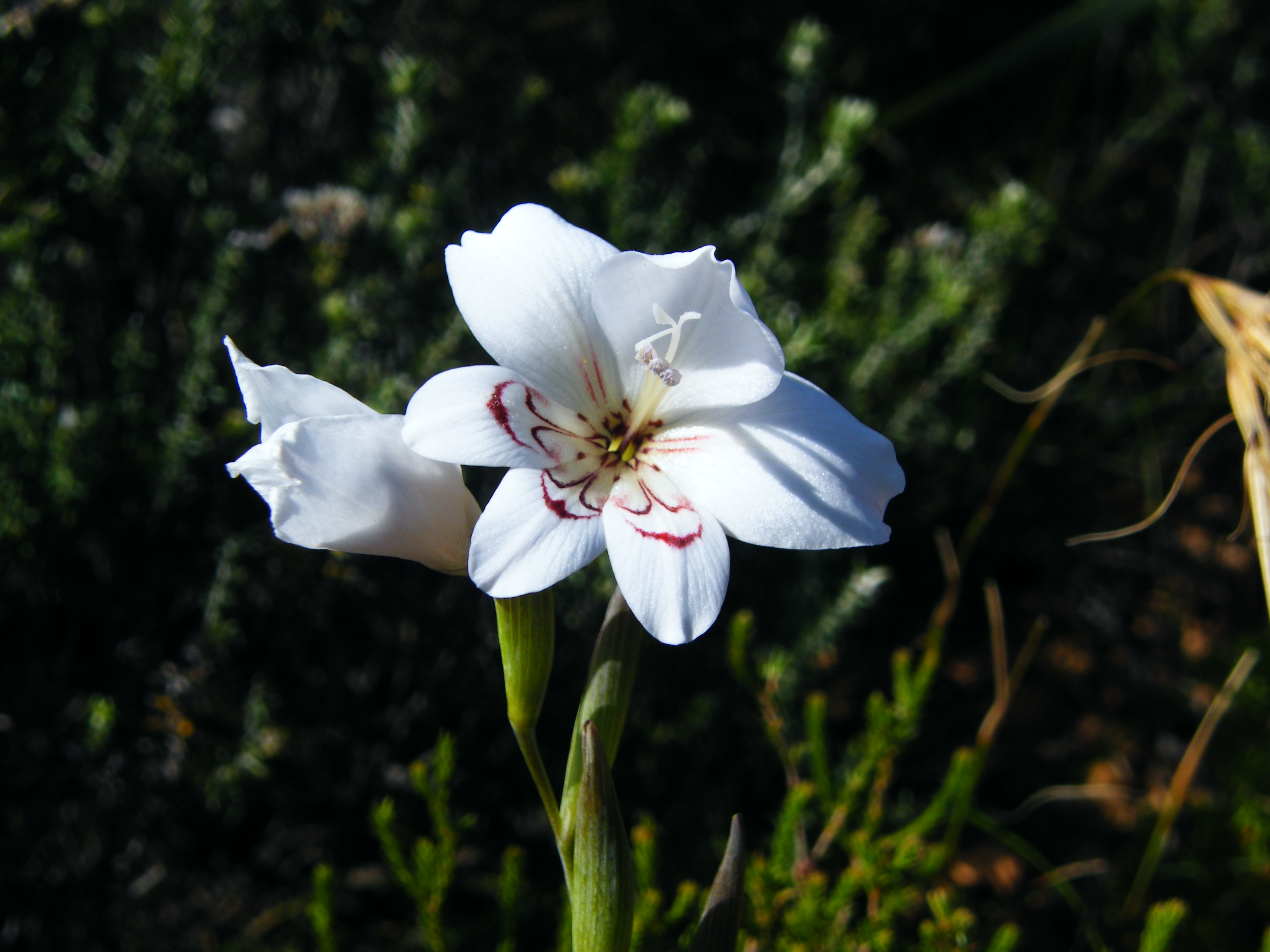
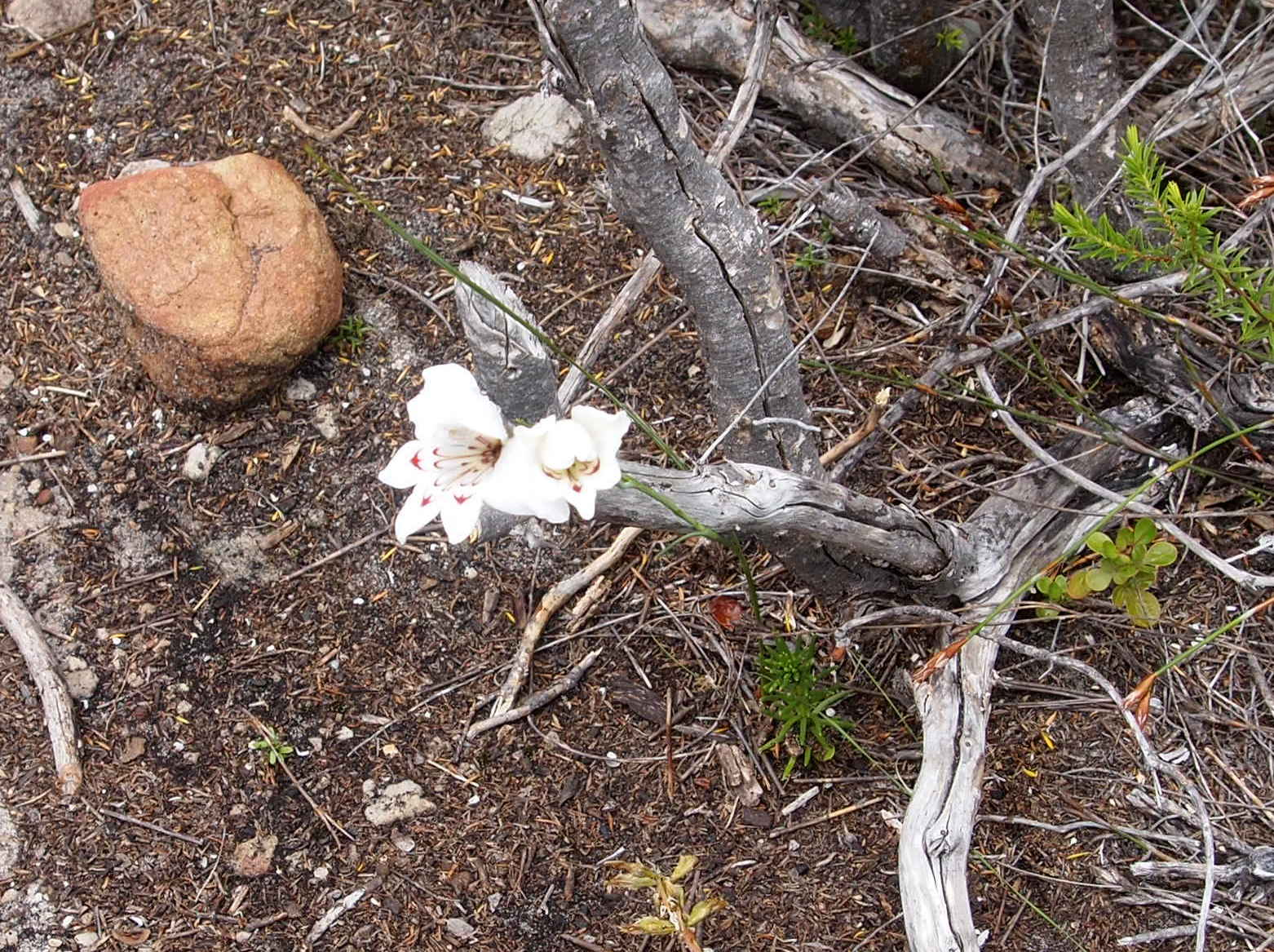
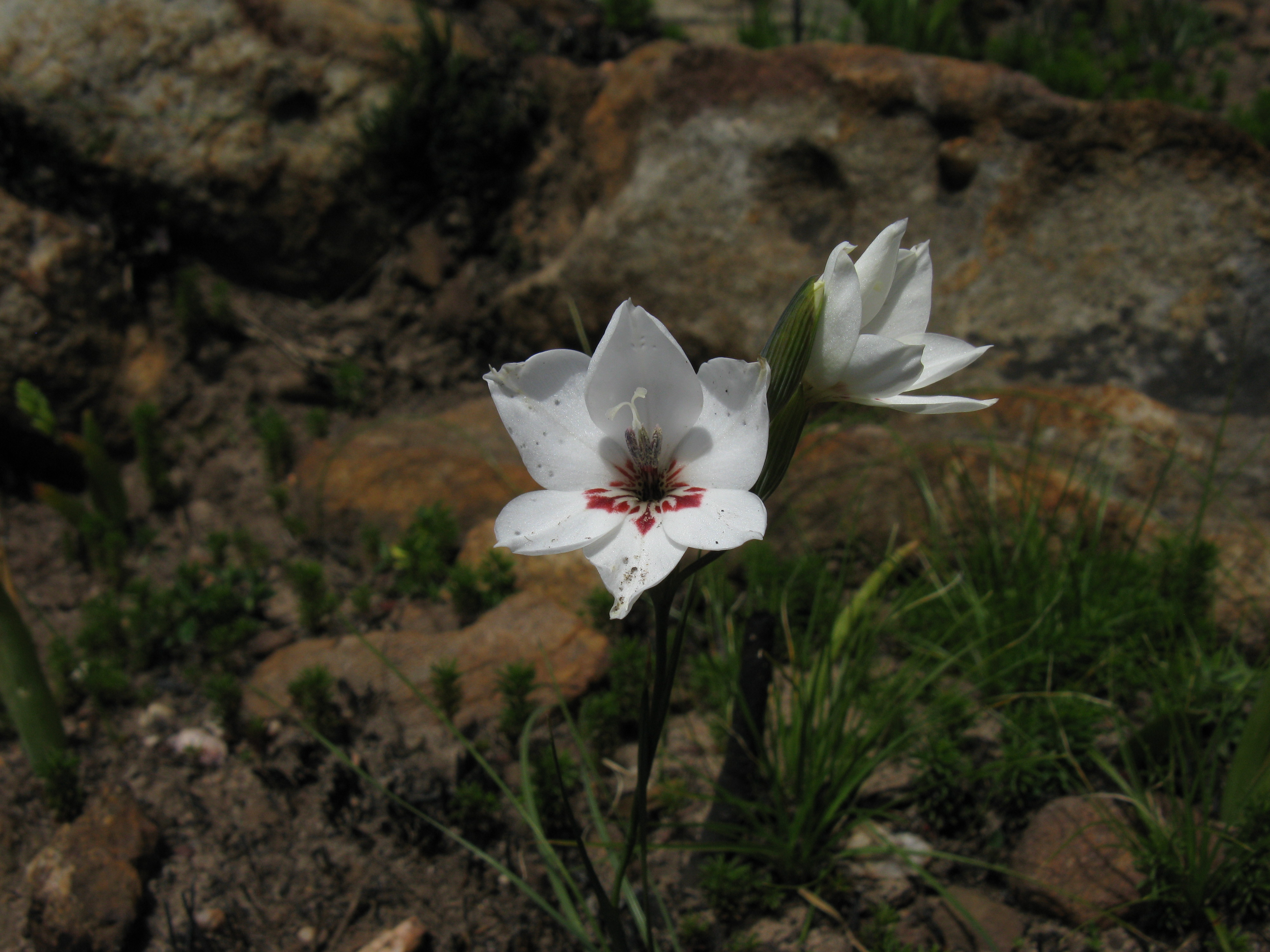
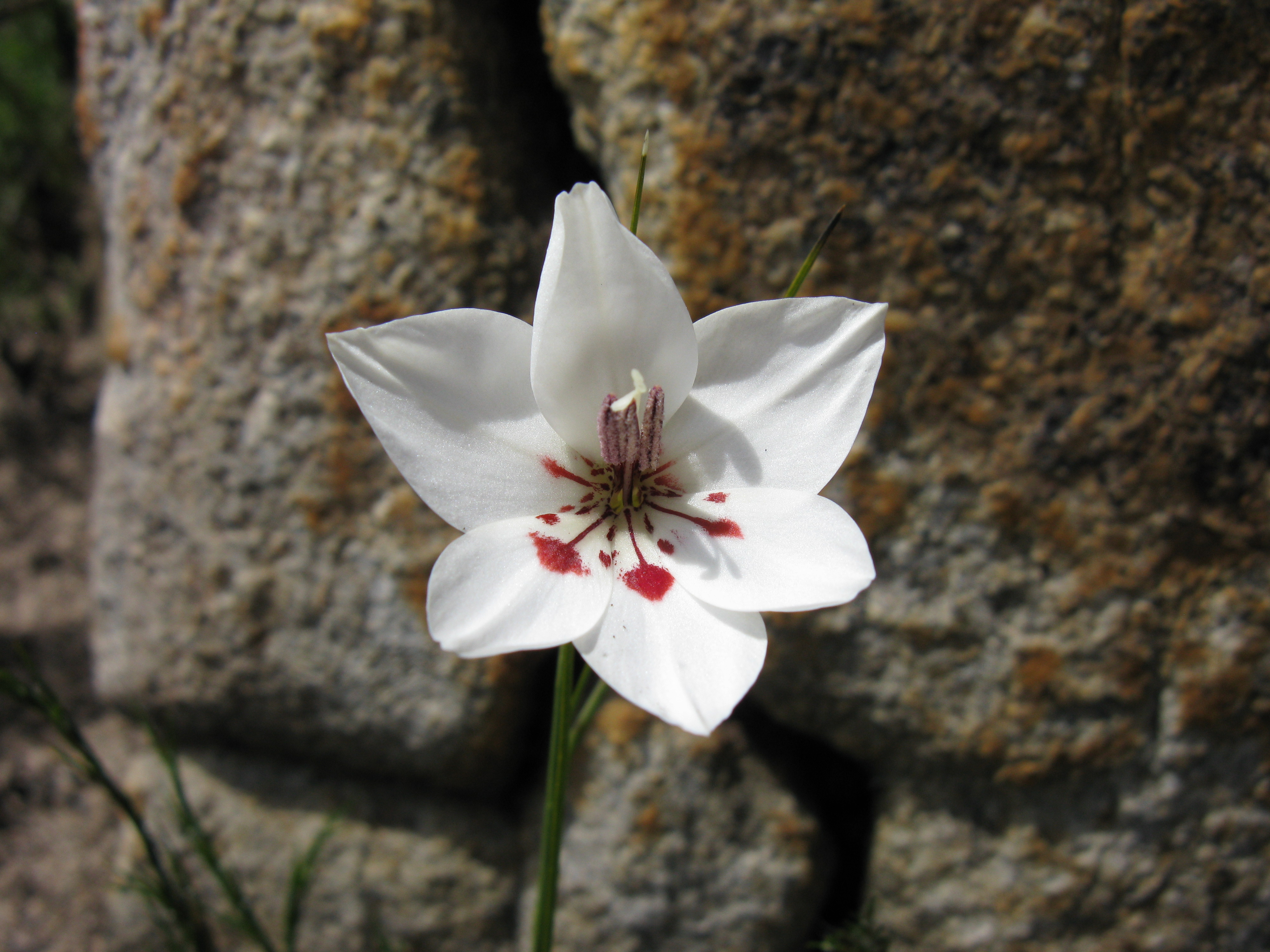